# Huo'er
Huo'er (kinesiska: 霍尔, 霍尔乡) är en socken i Kina. Den ligger i den autonoma regionen Tibet, i den sydvästra delen av landet, omkring 920 kilometer väster om regionhuvudstaden Lhasa. Antalet invånare är 1 951. Befolkningen består av 964 kvinnor och 987 män. Barn under 15 år utgör 29,0 %, vuxna 15-64 år 65 %, och äldre över 65 år 4,0 %.
Genomsnittlig årsnederbörd är 665 millimeter. Den regnigaste månaden är juli, med i genomsnitt 134 mm nederbörd, och den torraste är april, med 15 mm nederbörd.